# Famille Freud

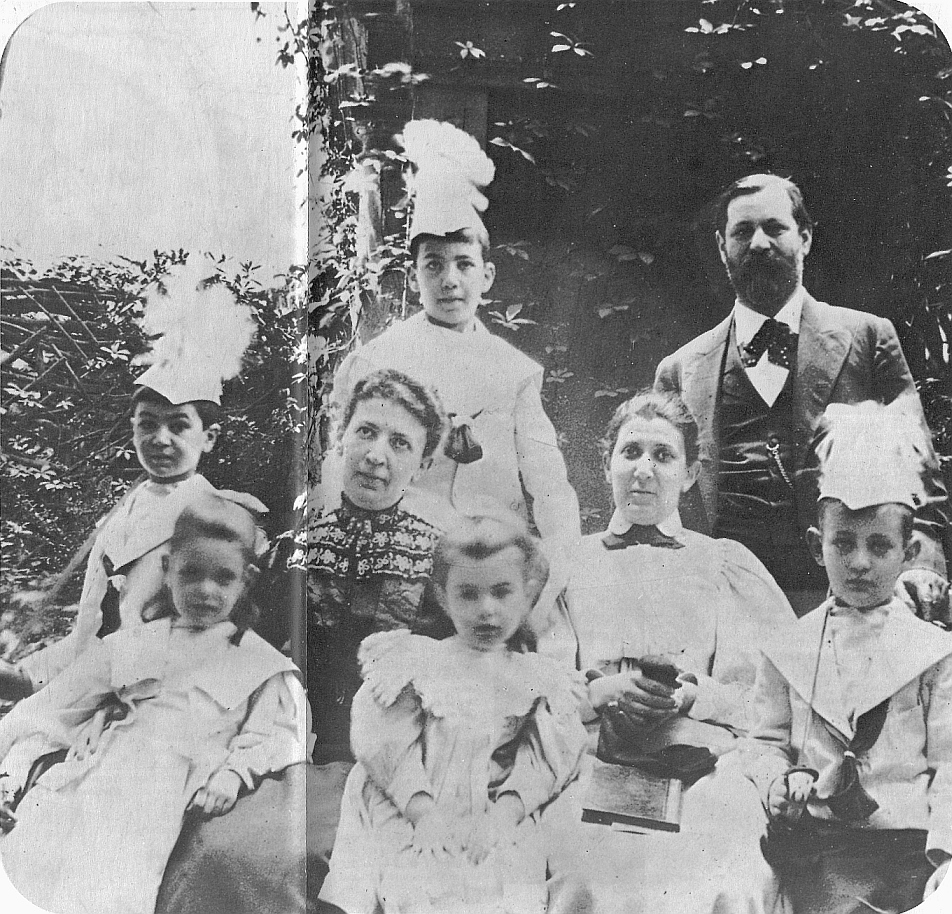
Famille Freud, 1898. De gauche à droite : Oliver, Sophie, Martha, Jean-Martin, Anna, Minna (sœur de Martha), Sigmund und Ernst Ludwig. La fille aînée Mathilde manque sur la photo

La famille Freud, dont le membre le plus célèbre est le psychanalyste Sigmund Freud, est une famille juive originaire de Galicie, en Pologne, mais émigrée à Vienne, en Autriche, au milieu du XIXe siècle. Avec l'Anschluss et la Seconde Guerre mondiale, la famille se disperse en Europe et en Amérique du Nord.

## Généalogie des descendants de Sigmund Freud
Sigmund Freud (1856-1939) et son épouse Martha Bernays (1861-1951) sont les parents de six enfants et les grands-parents de huit petits-enfants : 
1. Mathilde Freud (1887-1978) ép. Hollitscher (1875–1959). Sans postérité.
2. Jean-Martin « Martin » Freud (1889-1967), ép. Ernestine « Esti » Drucker (1896–1980). D'où 2 enfants :
  1. Anton Walter Freud (1921-2004), ép. Annette Krarup (1925–2000). D'où 3 enfants :
    1. David Freud (1950), ép. Cilla Dickinson. D'où trois enfants : 
      1. Andrew Freud
      2. Emily Freud
      3. Juliet Freud

    2. Ida Freud (1952), ép. N. Fairbairn
    3. Caroline Freud (1955), ép. N. Penney

  2. Sophie Freud (1924-2022), ép. Paul Loewenstein (1921–1992). D'où trois enfants : 
    1. Andrea Freud Loewenstein
    2. Dania Loewenstein, ép. S. Jekel
    3. George Loewenstein
3. Oliver Freud (1891-1969) ép. (i) Ella Haim puis (ii) Henny Fuchs (1892-1971). De son premier mariage, il a un enfant :
  1. Eva Freud (1924-1944)
4. Ernst L. Freud (1892-1970) ép. Lucie Brasch (1896–1989). D'où trois enfants :
  1. Stephan Gabriel « Stephen » Freud (1921–2015) ép. (i) Lois Blake (1924) puis (ii) Christine Ann Potter (1927). De son premier mariage, il a un enfant :
    1. Dorothy Freud

  2. Lucian Michael Freud (1922-2011) ép. (i) Kathleen Garman (1926–2011) puis (ii) Caroline Blackwood (1931-1996). D'où 14 enfants parmi lesquels :
    1. Annie Freud (1948)
    2. Annabel Freud (1952)
    3. Alexander Boyt (1957)
    4. Jane McAdam Freud (1958)
    5. Paul McAdam Freud (1959)
    6. Rose Boyt
    7. Lucy McAdam Freud (1961) ép. Peter Everett. D'où deux enfants.
    8. Bella Freud (1961) ép. James Fox. D'où un enfant.
    9. Isobel Boyt (1961)
    10. Esther Freud (1963) ép. David Morrissey. D'où trois enfants.
    11. David McAdam Freud (1964). D'où 4 enfants.
    12. Susie Boyt (1969) ép. Tom Astor. D'où trois enfants.
    13. Francis Michael Eliot (1971)
    14. Frank Paul (1984). D'où deux enfants.

  3. Clemens Rafael Freud (1924–2009) ép. June Flewett. D'où cinq enfants :
    1. Nicola Freud ép. Richard Allen. D'où cinq enfants :
      1. Tom Freud (1973)
      2. Jack Freud (1980), ép. Kate Melhuish
      3. Martha Freud (1983), compagne d'Adam Smith
      4. Max Freud (1986)
      5. Harry Freud (1986)

    2. Dominic Freud (1956) ép. Patty Freud. D'où 3 enfants : 
      1. Nicholas Freud
      2. Joshua Freud
      3. Sophie Freud

    3. Emma Freud (1962), compagne de Richard Curtis. D'où quatre enfants.
    4. Matthew Freud (1963), ép. (i) Caroline Hutton puis (ii) Elisabeth Murdoch. D'où quatre enfants
    5. Ashley Freud ép. Irene Chambers (1920). D'où un enfant :
    6. Colin Peter Freud (1956-1987)
5. Sophie Freud (1893-1920), ép. Max Halberstadt (1882-1940) 
  1. Wolfgang Ernst (surnommé Ernstl) Halberstadt , puis W. Ernest Freud (1914-2008)[1] .
  2. Heinz (surnommé Heinerle) Halberstadt (1918-1923)
6. Anna Freud (1895-1982).